# Villa meridionalis
Villa meridionalis är en tvåvingeart som beskrevs av Cole 1923. Villa meridionalis ingår i släktet Villa och familjen svävflugor. Inga underarter finns listade i Catalogue of Life.